# Elpída Karamandí
Elpída Stávreva Karamandí, en grec moderne : Ελπίδα Σταύρεβα Καραμανδή (1920-1942), est une héroïne nationale de Yougoslavie, d'origine grecque.
Ella nait à Flórina, Macédoine-Occidentale, en Grèce, dans une famille d'aroumains. Sa mère divorce et s'installe chez ses parents à Bitola, dans ce qui était alors la Yougoslavie, où elle se remarie. Elpída fait ses études à Bitola, puis les poursuit à Belgrade, où elle rejoint l'Union de la jeunesse communiste de Yougoslavie, en 1939. Lorsque la Seconde Guerre mondiale éclate, elle retourne à Bitola. En juin 1941, elle rejoint le Parti communiste de Yougoslavie, mais ses activités sont repérées par la police bulgare et elle est arrêtée et torturée. Après sa libération, Elpída poursuit son activité de résistance.
En avril 1942, elle quitte Bitola et rejoint le premier détachement de partisans de Bitola. Le 3 mai, le détachement est encerclé par la police bulgare. Grièvement blessée, Elpída est arrêtée et meurt en prison. Le 11 octobre 1951, elle est reconnue héroïne nationale de la Yougoslavie. 